# Marthe Kristoffersen
Marthe Kristoffersen (* 11. August 1989 in Tromsø) ist eine ehemalige norwegische Skilangläuferin.

## Werdegang
Kristoffersen ging erstmals bei einem FIS-Rennen im März 2006 international an den Start. Nachdem sie in diesen unterklassigen Wettbewerben mehrere Platzierungen unter den besten zehn und einmal das Podest als Dritte erreichen konnte, wurde sie im Februar und März 2007 zunächst für das Europäische Olympische Winter-Jugendfestival und dann für die Nordischen Juniorenweltmeisterschaften nominiert. Beide Male gewann sie die Silbermedaille über 5 Kilometer, dazu triumphierte sie beim Youth Festival auch auf der 10-Kilometer-Strecke. Nach weiteren guten FIS-Rennen-Platzierungen wurde sie im November 2007 erstmals für den Skilanglauf-Weltcup in Beitostølen nominiert. Dort gelang ihr auf Anhieb ein 19. Platz, mit der Staffel erreichte sie Rang sieben. Kurz darauf gewann sie im Dezember ihr erstes FIS-Rennen und gewann Silber bei den Norwegischen Meisterschaften im Februar 2008 in der Verfolgung hinter Marit Bjørgen. Die Saison endete für Kristoffersen mit weiteren Weltcup-Punkten, unter anderem einem zwölften Platz über 10 Kilometer und dem Juniorenweltmeistertitel mit der Staffel.
Zu Beginn der Saison 2008/09 holte Kristoffersen in Gällivare ihren ersten Weltcupsieg mit der Staffel. Im Februar 2009 gewann sie bei den Nordischen Junioren-Skiweltmeisterschaften erneut die Goldmedaille mit der Staffel. Im selben Monat belegte sie bei den Nordischen Skiweltmeisterschaften in Liberec den 12. Platz im 30-km-Massenstartrennen, den achten Platz im Sprint und den vierten Rang mit der Staffel. Zum Saisonende erreichte sie in Lahti mit dem dritten Rang über 10 km Freistil ihre erste Weltcuppodestplatzierung bei einem Einzelrennen. Beim Weltcupfinale 2009 in Falun belegte sie den neunten Platz in der Gesamtwertung. Nach mittelmäßigen Start in die Saison 2009/10 beendete sie die Tour de Ski 2009/10 auf den zehnten Gesamtrang. Bei ihrer ersten Olympiateilnahme 2010 in Vancouver kam sie auf den 48. Platz über 10 km Freistil und den 20. Rang im 30-km-Massenstartrennen. Im März 2010 siegte sie mit der Staffel in Lahti. In der Weltcupgesamtwertung belegte sie den 12. Platz. In der folgenden Saison kam sie bei der Tour de Ski 2010/11 auf den siebten Gesamtrang. Dabei erreichte im 10-km-Verfolgungsrennen und bei der Bergetappe den dritten Platz. Bei den Nordischen Skiweltmeisterschaften 2011 in Oslo errang sie den 15. Platz im 15-km-Verfolgungsrennen. Die Saison beendete sie auf den 13. Platz in der Gesamtwertung.
Zu Beginn der Saison 2011/12 kam sie bei der Nordic Opening in Kuusamo auf den neunten Rang. Bei der Tour de Ski 2011/12 erreichte sie den fünften Platz in der Gesamtwertung. Es folgten zwei dritte Plätze im 10-km-Massenstartrennen in Rybinsk und in der Staffel in Nové Město. Beim Weltcupfinale belegte sie den siebten Platz. Die Saison beendete sie auf dem sechsten Platz in der Weltcupgesamtwertung und den fünften Rang in der Distanzwertung. In der Saison 2013/14 startete sie im Scandinaviancup. Dabei erreichte sie drei Podestplatzierungen darunter ein Sieg. Sie belegte damit den dritten Platz in der Gesamtwertung. Im April 2016 wurde sie in Beitostølen zusammen mit Kathrine Harsem norwegische Meisterin im Teamsprint. In der Saison 2016/17 errang sie bei der Weltcup Minitour in Lillehammer den 28. Platz und beim Weltcup-Finale in Québec den 29. Platz und erreichte den 53. Platz im Gesamtweltcup. Bei den norwegischen Meisterschaften 2017 wurde sie Meisterin mit der Staffel und Dritte zusammen mit Kathrine Harsem im Teamsprint. Im folgenden Jahr siegte sie erneut mit der Staffel.

## Erfolge

### Weltcupsiege im Team
| Nr. | Datum             | Ort       | Disziplin          |
| --- | ----------------- | --------- | ------------------ |
| 1.  | 23. November 2008 | Gällivare | 4 × 5 km Staffel 1 |
| 2.  | 7. März 2010      | Lahti     | 4 × 5 km Staffel 1 |

### Siege bei Continental-Cup-Rennen
| Nr. | Datum             | Ort      | Disziplin       | Serie            |
| --- | ----------------- | -------- | --------------- | ---------------- |
| 1.  | 7. Januar 2007    | Sjusjøen | 5 km Freistil   | Scandinavian Cup |
| 2.  | 14. Dezember 2007 | Vuokatti | 10 km klassisch | Scandinavian Cup |
| 3.  | 16. Dezember 2007 | Vuokatti | 10 km Freistil  | Scandinavian Cup |
| 4.  | 5. Januar 2008    | Tolga    | 10 km Freistil  | Scandinavian Cup |
| 5.  | 19. Dezember 2008 | Lygna    | Sprint Freistil | Scandinavian Cup |
| 6.  | 21. Dezember 2008 | Lygna    | 15 km Freistil  | Scandinavian Cup |
| 7.  | 15. Dezember 2013 | Vuokatti | 10 km Freistil  | Scandinavian Cup |

## Platzierungen im Weltcup

### Weltcup-Statistik
Die Tabelle zeigt die erreichten Platzierungen im Einzelnen.
- 1.–3. Platz: Anzahl der Podiumsplatzierungen
- Top 10: Anzahl der Platzierungen unter den ersten zehn
- Punkteränge: Anzahl der Platzierungen innerhalb der Punkteränge
- Starts: Anzahl gelaufener Rennen in der jeweiligen Disziplin
- Hinweis: Bei den Distanzrennen erfolgt die Einordnung gemäß FIS.

| Platzierung         | Distanzrennen a | Distanzrennen a | Distanzrennen a | Distanzrennen a | Distanzrennen a | Skiathlon Verfolgung | Sprint | Etappen- rennen b | Gesamt | Team   | Team    |
| Platzierung         | ≤ 5 km          | ≤ 10 km         | ≤ 15 km         | ≤ 30 km         | > 30 km         | Skiathlon Verfolgung | Sprint | Etappen- rennen b | Gesamt | Sprint | Staffel |
| ------------------- | --------------- | --------------- | --------------- | --------------- | --------------- | -------------------- | ------ | ----------------- | ------ | ------ | ------- |
| 1. Platz            |                 |                 |                 |                 |                 |                      |        |                   |        |        | 2       |
| 2. Platz            |                 |                 |                 |                 |                 |                      |        |                   |        |        | 1       |
| 3. Platz            | 1               | 2               |                 |                 |                 | 3                    |        |                   | 6      |        | 1       |
| Top 10              | 5               | 9               | 2               | 1               |                 | 13                   | 3      | 6                 | 39     | 1      | 8       |
| Punkteränge         | 12              | 28              | 6               | 7               |                 | 28                   | 22     | 11                | 114    | 1      | 9       |
| Starts              | 15              | 30              | 6               | 7               |                 | 30                   | 35     | 11                | 134    | 1      | 9       |
| Stand: Karriereende |                 |                 |                 |                 |                 |                      |        |                   |        |        |         |

### Weltcup-Gesamtplatzierungen
| Saison  | Gesamt | Gesamt | Distanz | Distanz | Sprint | Sprint |
| Saison  | Punkte | Platz  | Punkte  | Platz   | Punkte | Platz  |
| ------- | ------ | ------ | ------- | ------- | ------ | ------ |
| 2007/08 | 76     | 47.    | 72      | 29.     | 4      | 73     |
| 2008/09 | 331    | 23.    | 198     | 21.     | 75     | 35     |
| 2009/10 | 432    | 12.    | 213     | 17      | 97     | 28.    |
| 2010/11 | 560    | 13.    | 350     | 10.     | 30     | 49.    |
| 2011/12 | 1069   | 6.     | 699     | 5.      | 60     | 37.    |
| 2012/13 | 60     | 63.    | 60      | 41.     | -      | -      |
| 2013/14 | 30     | 86.    | 30      | 55.     | -      | -      |
| 2014/15 | 12     | 103.   | 12      | 74.     | -      | -      |
| 2015/16 | 4      | 97.    | 4       | 77.     | -      | -      |
| 2016/17 | 87     | 53.    | 55      | 44.     | 22     | 53.    |